# Rhodoferax ferrireducens
Rhodoferax ferrireducens é uma bactéria psicrófila do gênero Rhodoferax, que foi isolada a partir da lama de Oyster Bay, em Virginia.
Foi descoberto que ela é capaz de produzir eletricidade ao se alimentar de açúcares, como um componente de uma bateria bacteriana.